# Býkovec

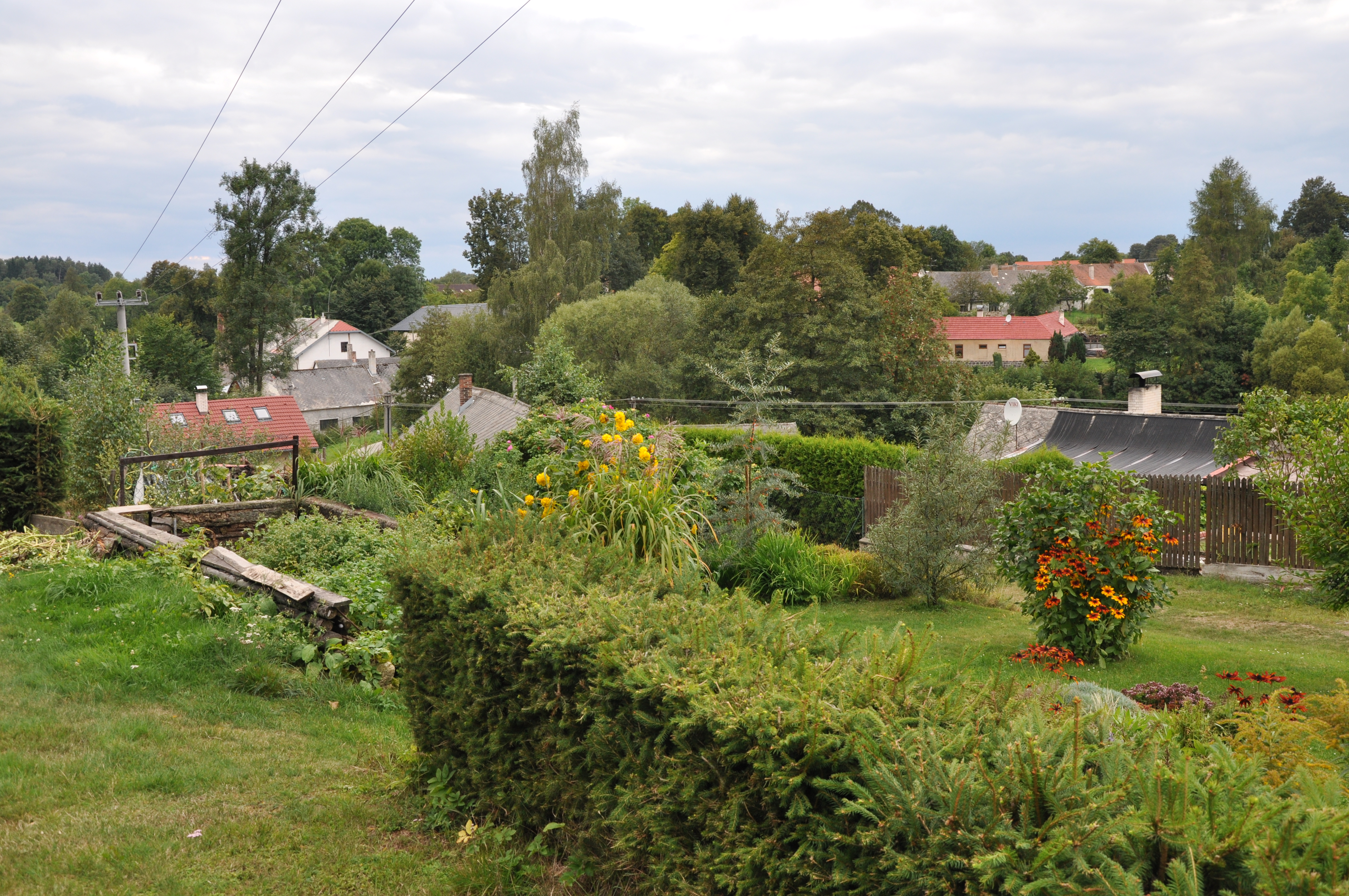
Blick von der Kapelle auf das Dorf

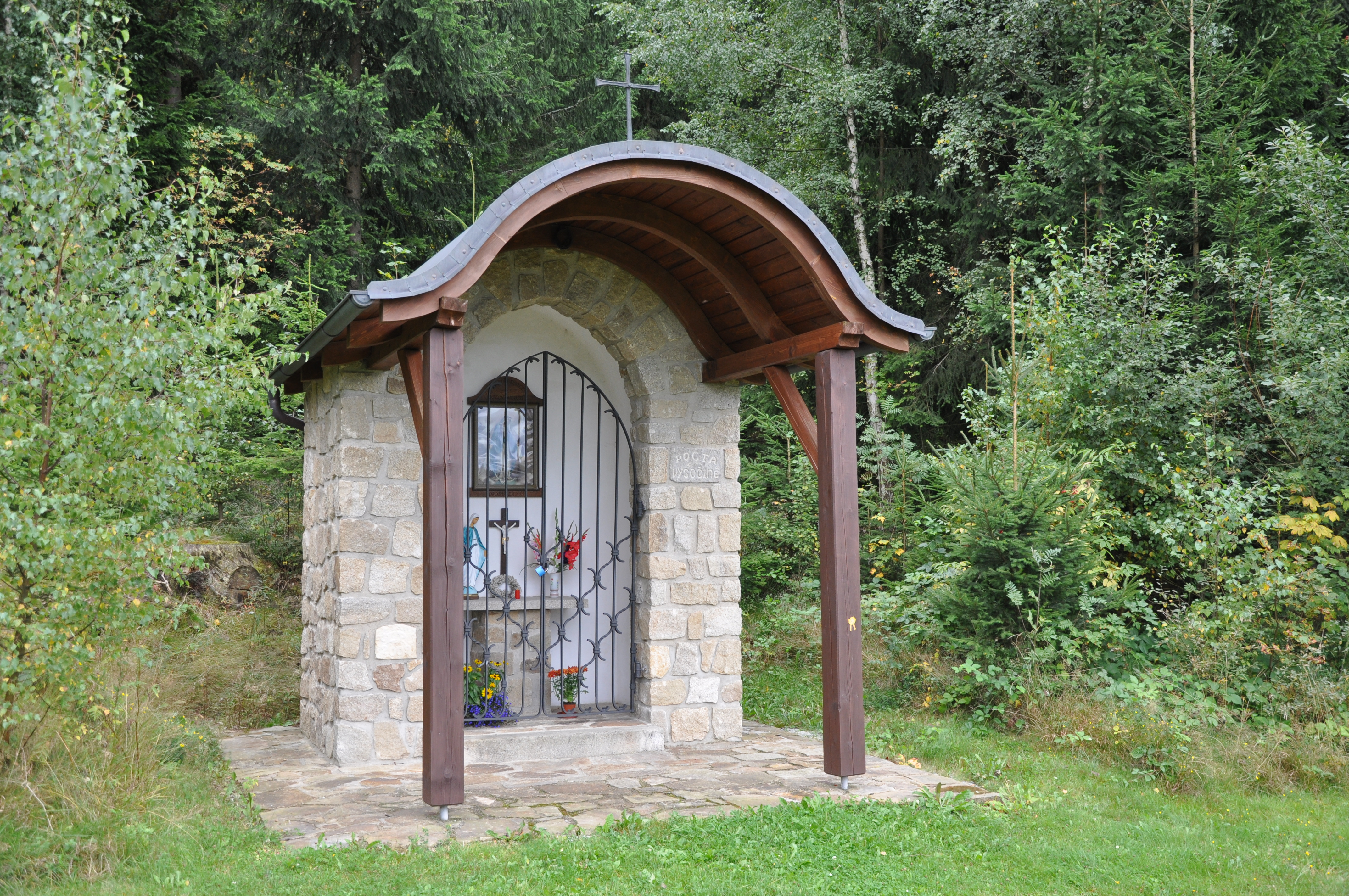
Kapelle Mariahilf

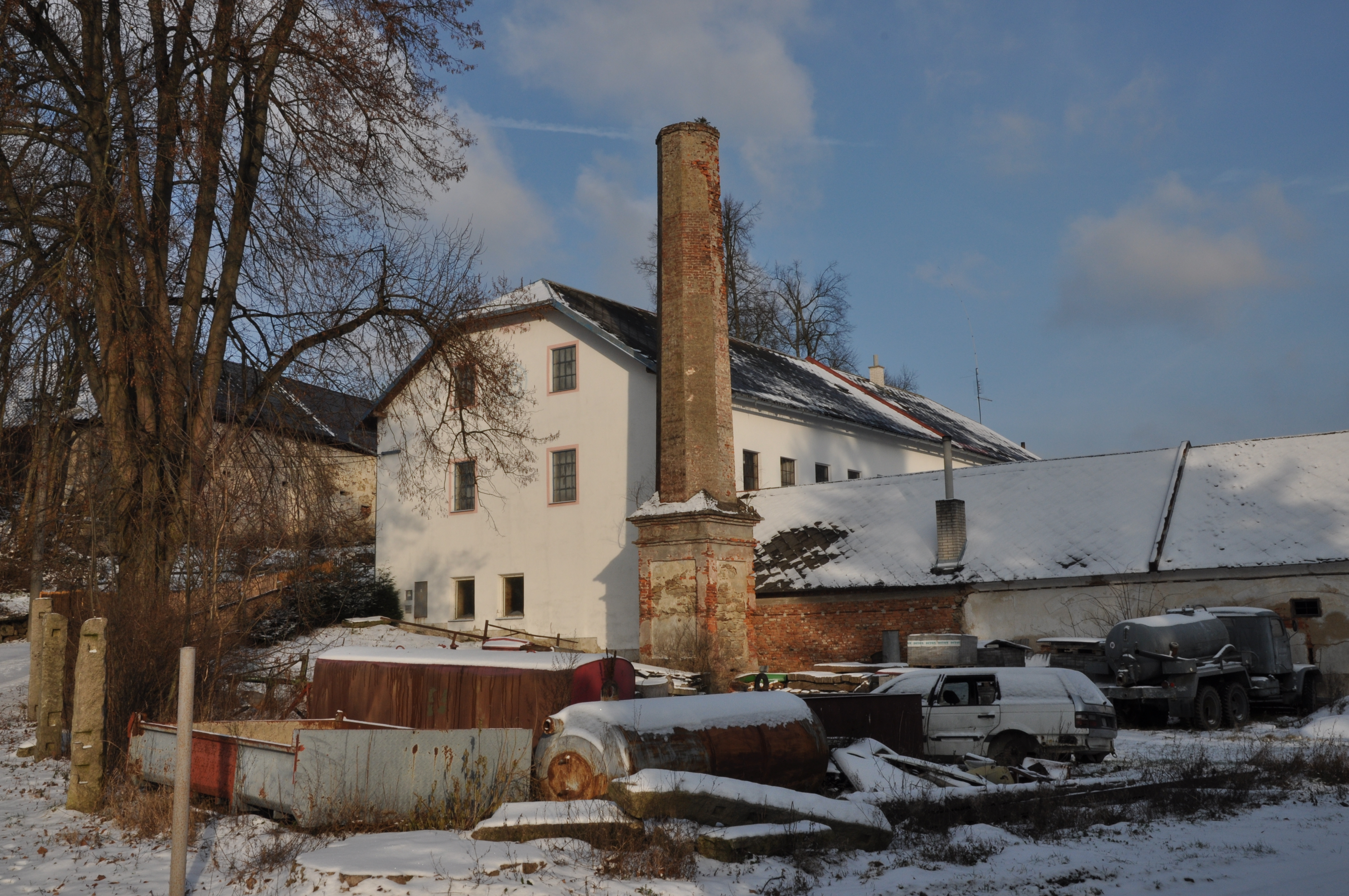
Denkmalgeschützte Esse

Býkovec (deutsch Beikowetz, 1939–45 Bikowetz) ist ein Ortsteil der Gemeinde Kaliště (Kalischt) in Tschechien. Er liegt viereinhalb Kilometer südöstlich von Počátky (Potschatek) und gehört zum Okres Jihlava.

## Geographie
Das Platzdorf Býkovec befindet sich zwischen den Teichen Býkovecký rybník und Vančurův rybník im Tal des Baches Hamerský potok bzw. Dubenský potok in der Javořická vrchovina. Östlich erhebt sich der Stříbrný vrch (760 m n.m.) und im Südosten der Vrch (701 m n.m.). Am westlichen Ortsrand verläuft die Staatsstraße II/134 zwischen Batelov und Jarošov nad Nežárkou, nördlich die Bahnstrecke Veselí nad Lužnicí–Jihlava. Die westliche Gemarkungsgrenze bildet der Bach Doubravský potok.
Nachbarorte sind Heřmaneč, Svatá Kateřina und Jihlávka im Norden, Kaliště im Nordosten, Řídelov und Řásná im Osten, Klatovec und Horní Pole im Südosten, Blatiny, Domašín und Perka im Süden, U Kurdnů, Panské Dubenky und Horní Olešná im Südwesten, Prostý und U Zastávky im Westen sowie Horní Vilímeč, Počátky und U Smrčků im Nordwesten.

## Geschichte
Im 14. Jahrhundert bestand an der Stelle des Dorfes eine Wasserfeste mit Gutshof der Edelknechte von Bykowec. 1348 wurde Benedikt von Bykowec erwähnt, 1360 die Brüder Přessek und Pessek von Bykowec, später auch Martin von Bykowec. Im Jahre 1385 kaufte der Besitzer des Gutes Studein, Domaslaw von Olessna, das Gut Bikowecz von Jan von Bykowec. Ein Jahr später erwarb Domaslaw auch den Anteil des Jan von Dubenky an Bykowecz. Nachdem der Priester Paul von Miličin zu Beginn des 15. Jahrhunderts Besitzer des landtäfligen Gutes geworden war, überschrieb er Bykowecz 1407 dem Reinhart von Mostečná und Prosty. Dieser nahm 1416 Wilhelm von Prosty in Gütergemeinschaft auf. Nachfolgende Besitzer des Gutes Bykowecz waren ab 1447 Waněk von Lowčowic und ab 1480 Martin Martinkowsky von Rossecz. Jan Martinkowsky von Rossecz veräußerte Bykowecz 1556 an Heinrich von Mirowitz. Zu Beginn des 17. Jahrhunderts gelangte das Gut an die Ritter Hoßlauer von Hoßlau auf Dubenky. Im Jahre 1630 wurde Georg Hoßlauer als Besitzer erwähnt. 1654 veräußerte Rosina Hoßlauer das aus einem herrschaftlichen Meierhof und fünf Gehöften, von denen eines seit dem Dreißigjährigen Krieg wüst lag, bestehende Gut Bykowecz für 2000 Rheinischer Gulden an Wenzel Heinrich d. J. Hoßlauer. Nachdem drei Familien ihre Gehöfte verlassen hatten und der letzte Bauernhof nach dem Tod seines Besitzers ebenfalls brach gelegen war, erlosch das Dorf Bykowecz um 1670. Im Jahre 1685 verkauften die Brüder Wilhelm Felix und Franz Ignaz Hoßlauer von Hoßlau das Gut Dubenky mit Beykowitz und drei Insassen in Ihlavka für 16.000 Rheinischer Gulden an Johann Joachim Slawata auf Teltsch. Beykowitz bestand zu dieser Zeit lediglich aus dem Hof, einer Schäferei und einer Mühle. 1692 erbte Slawatas Tochter Maria Margarethe von Kolowrat die Güter Dubenky, Skreichau, Prosty und Dwortze einschließlich des Anteils an Ihlawka und dem Hof Beikowetz. Im Jahre 1695 verkaufte sie ihren Erbteil für 36.000 Rheinischer Gulden an die Vormundschaft des minderjährigen Franz Anton von Liechtenstein-Kastelkorn auf Teltsch, dessen gleichnamiger Enkel die Herrschaft Teltsch 1754 an Alois Podstatský von Prusinowitz vererbte. Anfang des 18. Jahrhunderts erfolgte eine Wiederbesiedlung des Dorfes. Im Jahre 1791 lebten in den 17 Häusern von Begkowetz mit einem alten Rittersitz und einem Meierhof 100 Personen. Zum Dorf gehörten einige Joch mäßiges Ackerland sowie ein geringer Anteil Wiesen und Wälder. Zu Beginn des 19. Jahrhunderts ordneten die Grafen Podstatský von Prusinowitz das Dorf der mit Teltsch verbundenen Herrschaft Studein zu. 
Im Jahre 1835 bestand das im Iglauer Kreis gelegene Dorf Beikowetz bzw. Begkowetz aus 26 Häusern mit 184 mährischsprachigen Einwohnern, darunter 22 Protestanten (21 Augburgischen und einer Helvetischen Bekenntnisses). Im Ort gab es zwei Mühlen, die das Wasser der beiden großen Fischteiche nutzten. Beikowetz war Sitz eines herrschaftlichen Revierförsters. Pfarr- und Schulort war Herrndubenky.  Bis zur Mitte des 19. Jahrhunderts blieb das Dorf der Allodialherrschaft Studein untertänig, Besitzer waren die Grafen von Podstatzky-Liechtenstein.
Nach der Aufhebung der Patrimonialherrschaften bildete Bejkovec / Beikowetz ab 1849 eine Gemeinde im Gerichtsbezirk Teltsch. Ab 1869 gehörte Bejkovec zum Bezirk Datschitz. Zu dieser Zeit hatte die Gemeinde 150 Einwohner und bestand aus 28 Häusern. Die ehemalige herrschaftliche Mühle war vom Unternehmer Tomáš Novotný zu einer Spinnerei mit Walke umgebaut worden. Die heutige Namensform Býkovec ist seit 1881 nachweislich. 1887 nahm die Bahnstrecke Veselí nad Lužnicí–Horní Cerekev den Verkehr auf; bei Willimetsch entstand ein Haltepunkt. Im Jahre 1900 lebten in Býkovec 173 Personen, 1910 waren es 182. Die Gemarkung Býkovec, zu der auch die einschichtige ehemalige Sägemühle Šimonův mlýn bzw. Furmanův mlýn (heute V Podskalí) gehörte, umfasste im Jahre 1913 77 ha Felder, 44 ha Wald, 31 ha Wiesen, 23 ha Weiden und fünf ha Teichfläche. Davon waren 25 ha Wald, 14 ha Acker und 13 ha Weideland gemeindlicher Besitz. Býkovec bestand zu dieser Zeit aus drei Viertelhüfnergütern, 15 Kleinbauern (Familianten); die Mühle Navrátilův mlýn war zum Ende des 19. Jahrhunderts anstelle der Novotný-Fabrik errichtet worden. Ansonsten gab es im Ort einer Schmiede, ein Wirtshaus und ein Jägerhaus.
Nach dem Zusammenbruch der k.k. Monarchie wurde die Gemeinde 1918 Teil der neu gebildeten Tschechoslowakei. Beim Zensus von 1921 lebten in den 33 Häusern der Gemeinde Býkovec / Beikowetz 190 Tschechen. Im Jahre 1930 bestand die Gemeinde Býkovec aus 34 Häusern und hatte 174 Einwohner. Zwischen 1939 und 1945 war die Gemeinde Teil des Protektorats Böhmen und Mähren, in dieser Zeit wurde die deutsche Namensform Bikowetz verwendet. Nach dem Ende des Zweiten Weltkrieges wurde Býkovec wieder Teil der Tschechoslowakei. 1949 erfolgte die Umgliederung in den Okres Třešť. Im Jahre 1950 lebten in den 32 Häusern von Býkovec 109 Personen. Mit Beginn des Jahres 1960 erfolgte die Eingemeindung nach Kaliště. Seit 1961 gehört Býkovec zum Okres Jihlava. Im Jahre 1970 hatte Býkovec 65 Einwohner. Im Jahre 1991 lebten in den 14 Wohnhäusern des Dorfes nur noch 26 Personen. Beim Zensus von 2011 bestand Býkovec aus 34 Häusern und hatte 12 Einwohner.

## Gemeindegliederung
Zu Býkovec gehört die Ortslage V Podskalí. Der Ortsteil bildet einen Katastralbezirk.

## Sehenswürdigkeiten
- Nischenstatuette des hl. Florian am Haus č.p. 18
- Zwei Nischenstatuetten der Jungfrau Maria an den Häusern č.p. 7 und č.p. 10
- Neuzeitlicher Glockenbaum aus Stahl beim Haus č.p. 1
- Nischenkapelle Mariahilf, südlich am Hang über dem Dorf, geweiht 2010
- Mehrere Flur- und Wegkreuze
- Gemauerte Häuser č.p. 6, 7, 16 und 25 in volkstümlicher Bauweise
- Navrátilův mlýn (č.p. 5), die daneben stehende achteckige Esse ist ein Technisches Denkmal und stammt noch von der Novotný-Fabrik
- Ehemalige Mühle (č.p. 12) in V Podskalí